# 戸田葬祭場

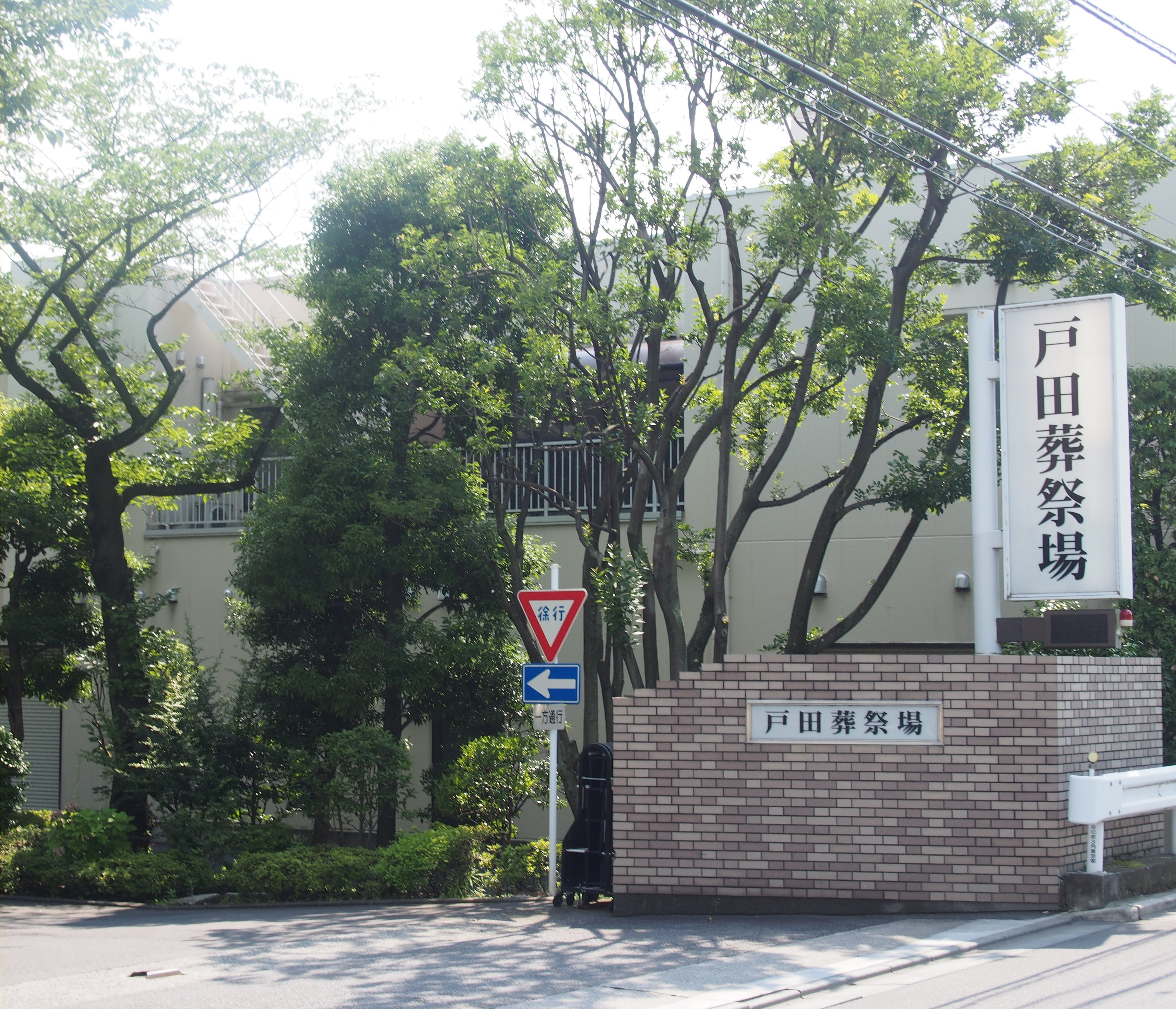
戸田葬祭場

戸田葬祭場（とだそうさいじょう）は東京都板橋区舟渡4-15-1にある民営の斎場・火葬場である。

## 概要
隣にNPO法人である葬祭文化センターが運営する舟渡斎場があり、そこから出棺して火葬炉を利用する葬家もある。
東京都区内最後の高煙突の重油焚き火葬場であったが、都市ガスに改められて煙突は撤去された。炉は引き続きロストル式である。

## 施設名の由来
板橋区内にありながら「戸田」と名乗っている理由は、1926年3月29日の設立当時は荒川が葬祭場よりも南側を流れており、葬祭場のある現在の舟渡4丁目が埼玉県戸田町（現在・戸田市）に所属していたためである。その後河川が改修され、1950年に板橋区に編入された。戸田変電所が板橋区内にあるのも同じ理由である。

## 建物内
出典は総合案内。
- 火葬炉 15基（最上等8基・特別室5基・特別殯館2基）
- 式場（斎場） 6室（洋室4室・和室2室）
- 売店 1店

## 特徴
式場と火葬場は同じ敷地内にあり、棺を徒歩で運ぶ方が早く着く距離であるが、儀式として霊柩車で遺体を運ぶ。遺族2名が同乗する。車寄せから火葬炉まで「野辺送り回廊」が設けられ、棺を台車に載せ、職員の先導で炉前ホールへ移動する。都市の発展により23区内では殆んど出来なくなった徒歩での葬列を、わずかな距離ではあるが行うことができ、厳かな雰囲気の中で旅立つ故人を送る最後の儀式ができると利用者からは好評だという。
また、遺骨を粉末状にして、分骨や散骨などを希望する遺族へのサポートも充実している。

## アクセス
出典は公式ホームページの交通案内・地図。

### 鉄道・バス・タクシー
バスは国際興業バス舟渡小学校停留所下車徒歩5分。
- JR埼京線浮間舟渡駅からタクシー：5～10分、バス（系統番号：東練01、浮舟02、高02）：5分、徒歩：25分。
- 都営地下鉄三田線
  - 西台駅からタクシー：6～7分、バス（系統番号：浮舟02）：5分、徒歩：30分。
  - 蓮根駅からタクシー：5～6分、徒歩：20分。
- JR埼京線・湘南新宿ライン・山手線、東武東上本線、西武池袋線、東京メトロ丸ノ内線・有楽町線・副都心線池袋駅（西口）からバス（系統番号：池21）30分。

### 高速道路
最寄りの出口は首都高速池袋線板橋本町出口。

## 葬儀・火葬が行われた有名人
- 小鹿番[6]
- YOSHI[7]
- 浅井昭衛

## 組織市

### 東京都
板橋区、練馬区、北区、豊島区

### 埼玉県
和光市、新座市、川口市、戸田市